# Криковецька дача
Криковецька Дача — заповідне урочище в Україні. Розташоване на території Немирівського району Вінницької області, територія Рубанської сільської ради. 
Площа 27,1 га. Оголошене відповідно до Розпорядження Вінницького облвиконкому № 580 від 29.12.1979 року. Перебуває у віданні ДП Іллінецький держлісгосп (Немирівське лісництво, кв. 37, діл. 6, 10, кв. 36, вид. 3). 
За фізико-географічним районуванням України ця територія належить до Гнівансько-Гайсинського району області Подільського Побужжя Дністровсько-Дніпровської лісостепової провінції Лісостепової зони. Характерною для цієї області є хвиляста, з яругами й балками, лесова височина з сірими і темно-сірими опідзоленими ґрунтами. З геоморфологічного погляду ця територія являє собою підвищену сильно розчленовану лесову рівнину позальодовикової області алювіальної акумулятивної рівнини. За геоботанічним районуванням України ця територія належить до Європейської широколистяної області, Подільсько-Бессарабської провінції Вінницького (Центральноподільського) округу.
Деревостан являє собою стиглі (95—100 років) штучні насадження дуба черещатого з запасом деревини 520 куб. м/га. Це — одне з найбільш високопродуктивних дубових насаджень на Поділлі. 
Флористичний склад лісів — типово-неморальний, у якому переважають копитняк європейський, зірочник лісовий, яглиця звичайна, маренка запашна, фіалка Рейхенбаха, мерингія трижилкова тощо.
Трапляються також види, занесені до Червоної книги України: гніздівка звичайна, коручка чемерникоподібна і коручка пурпурова.

## Галерея

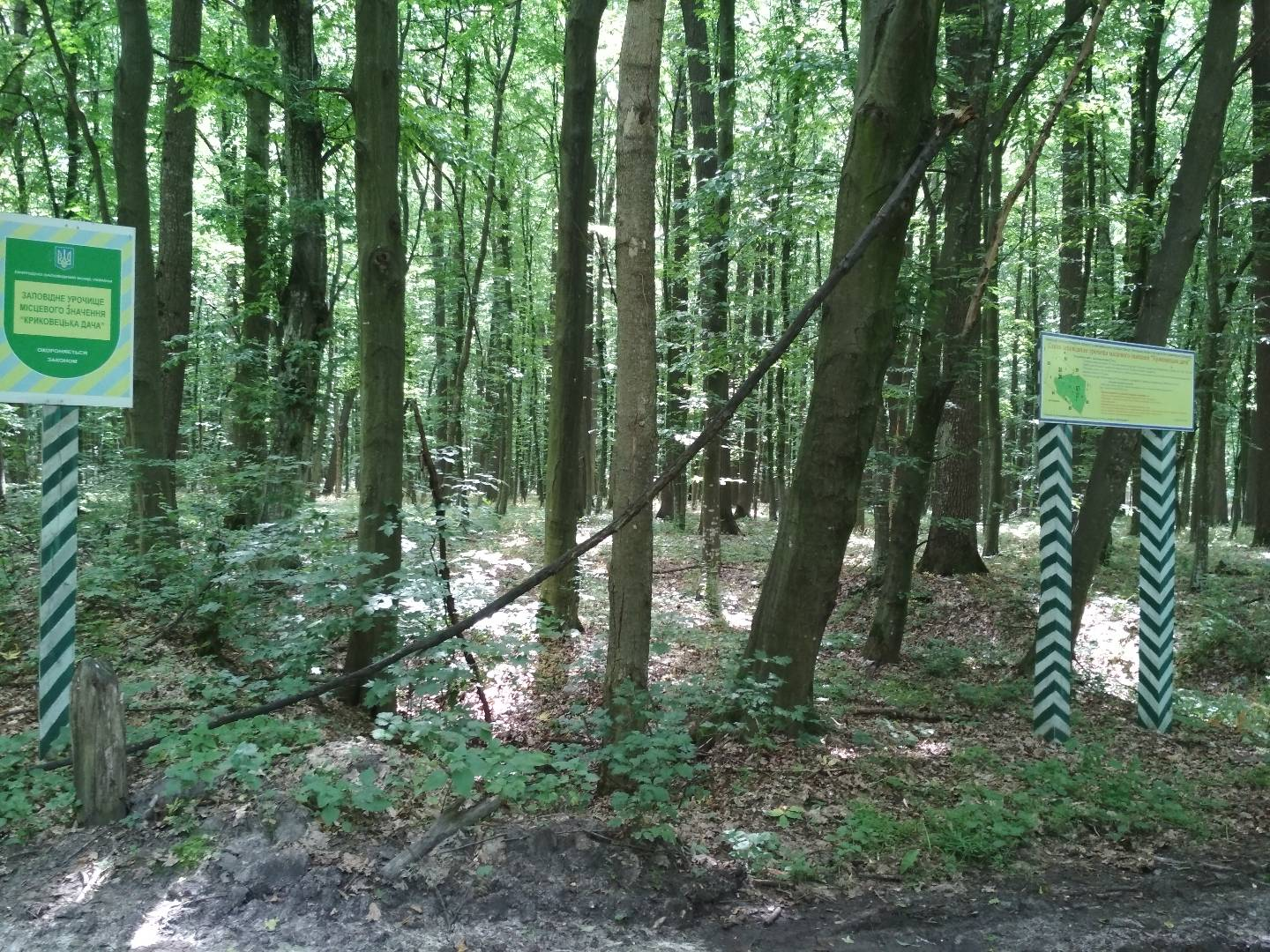
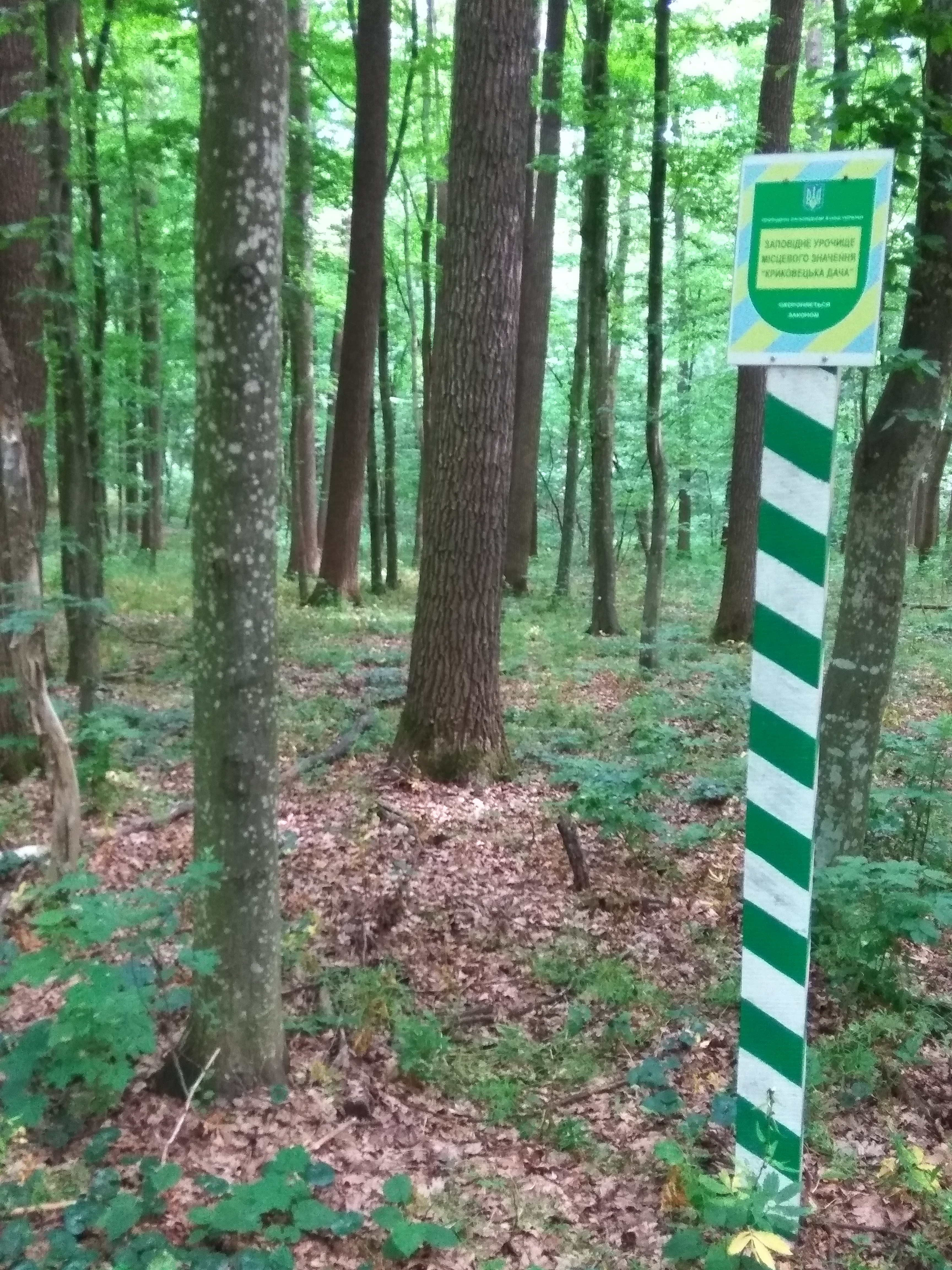
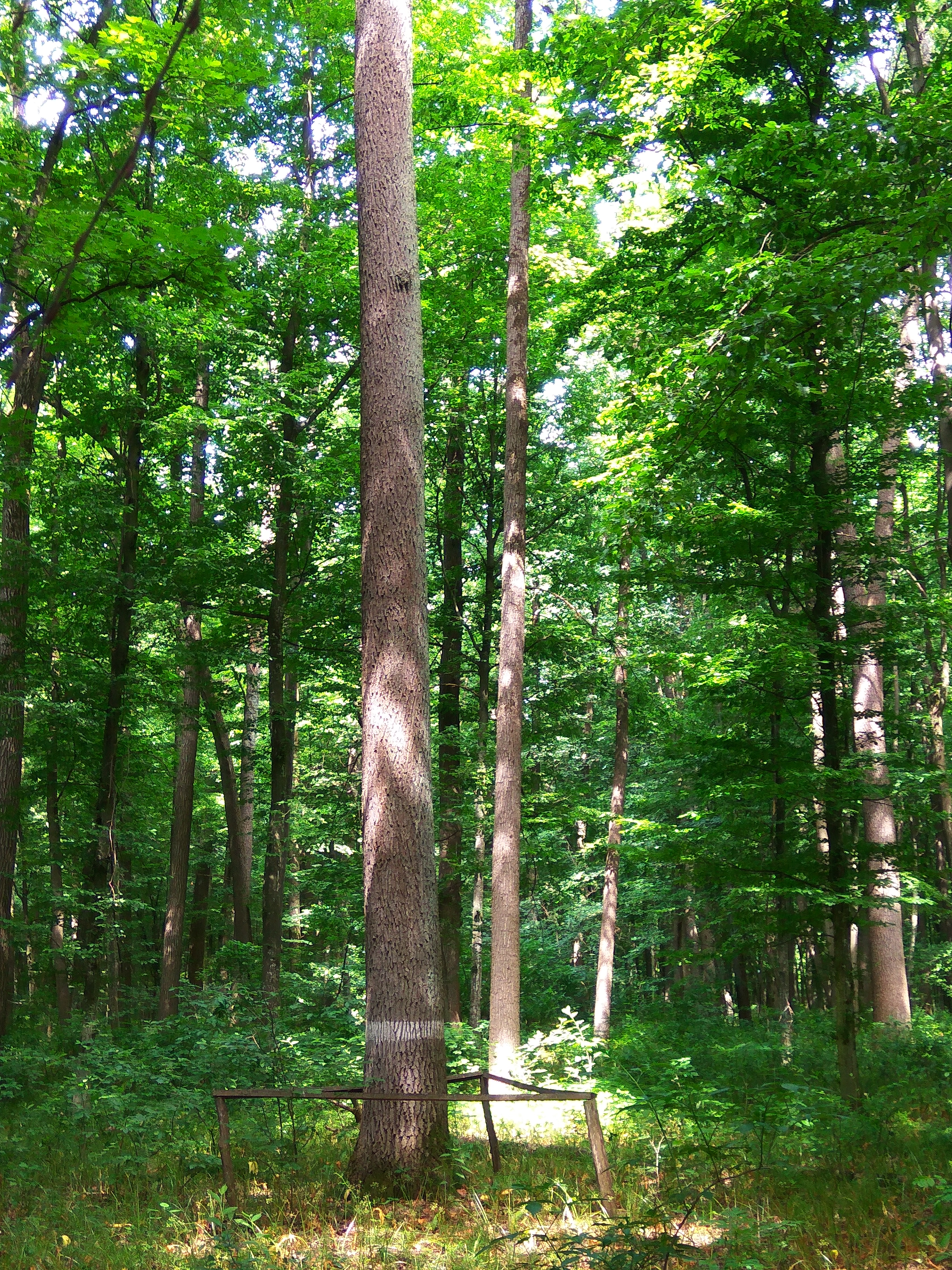
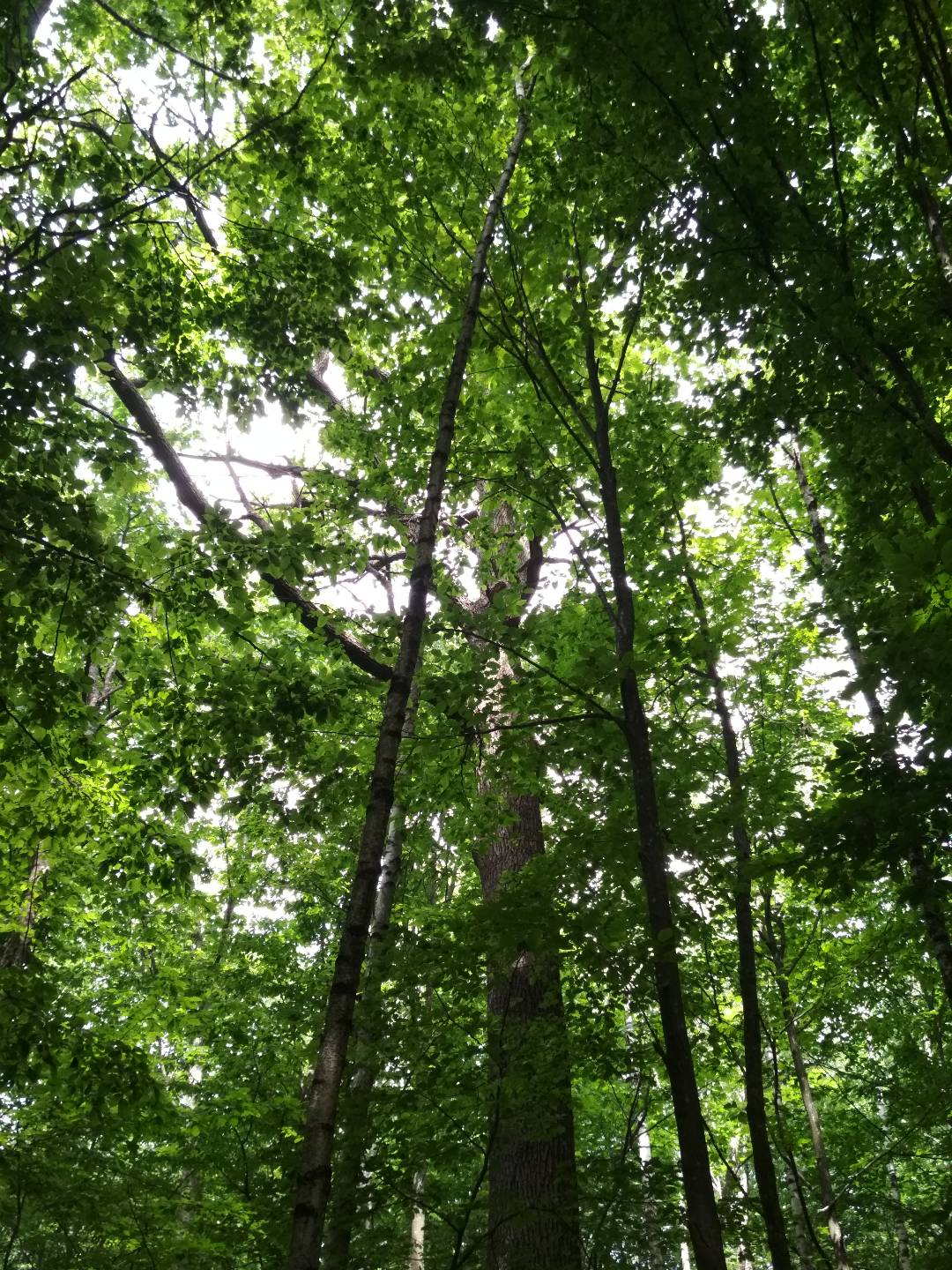
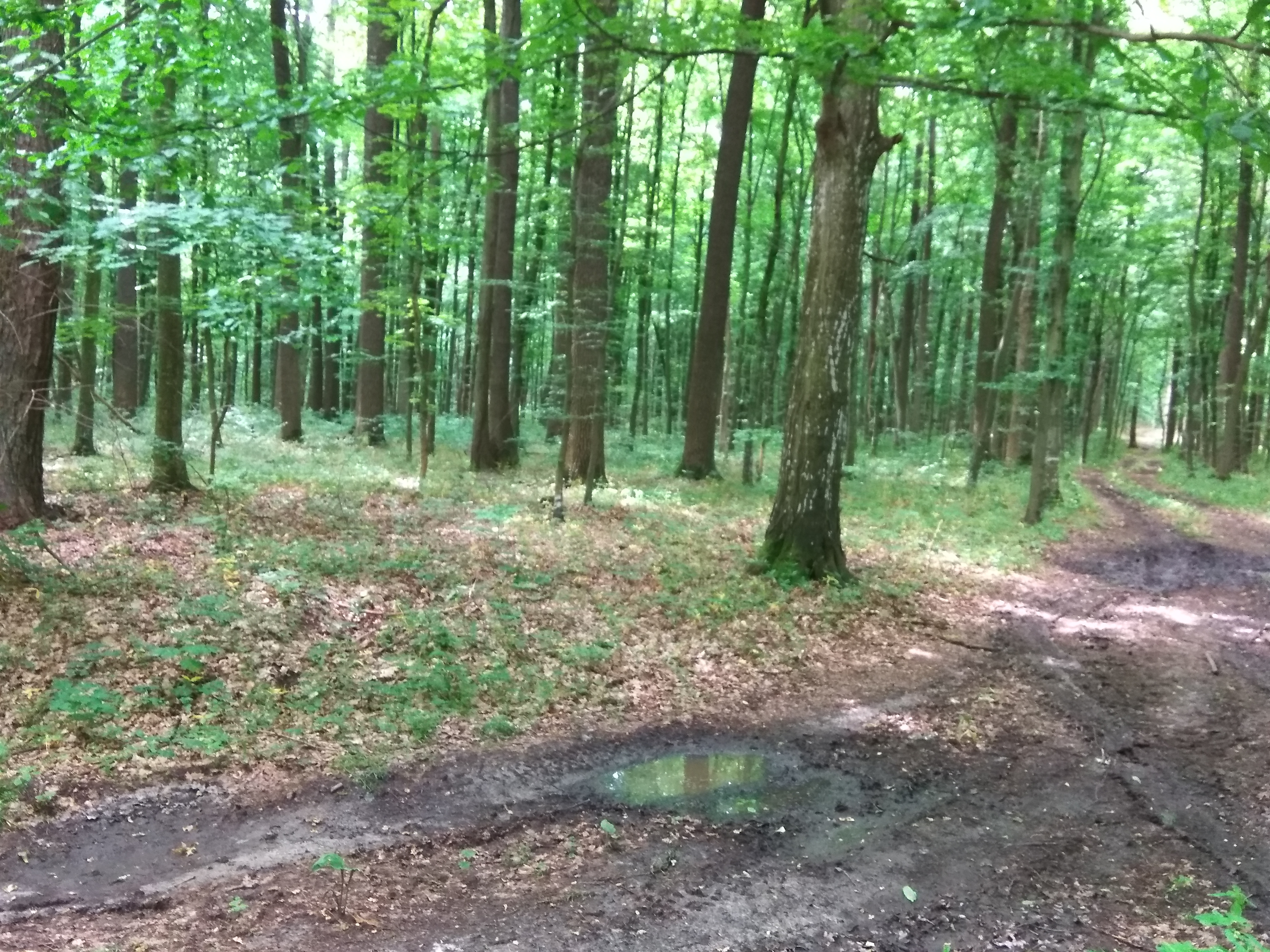
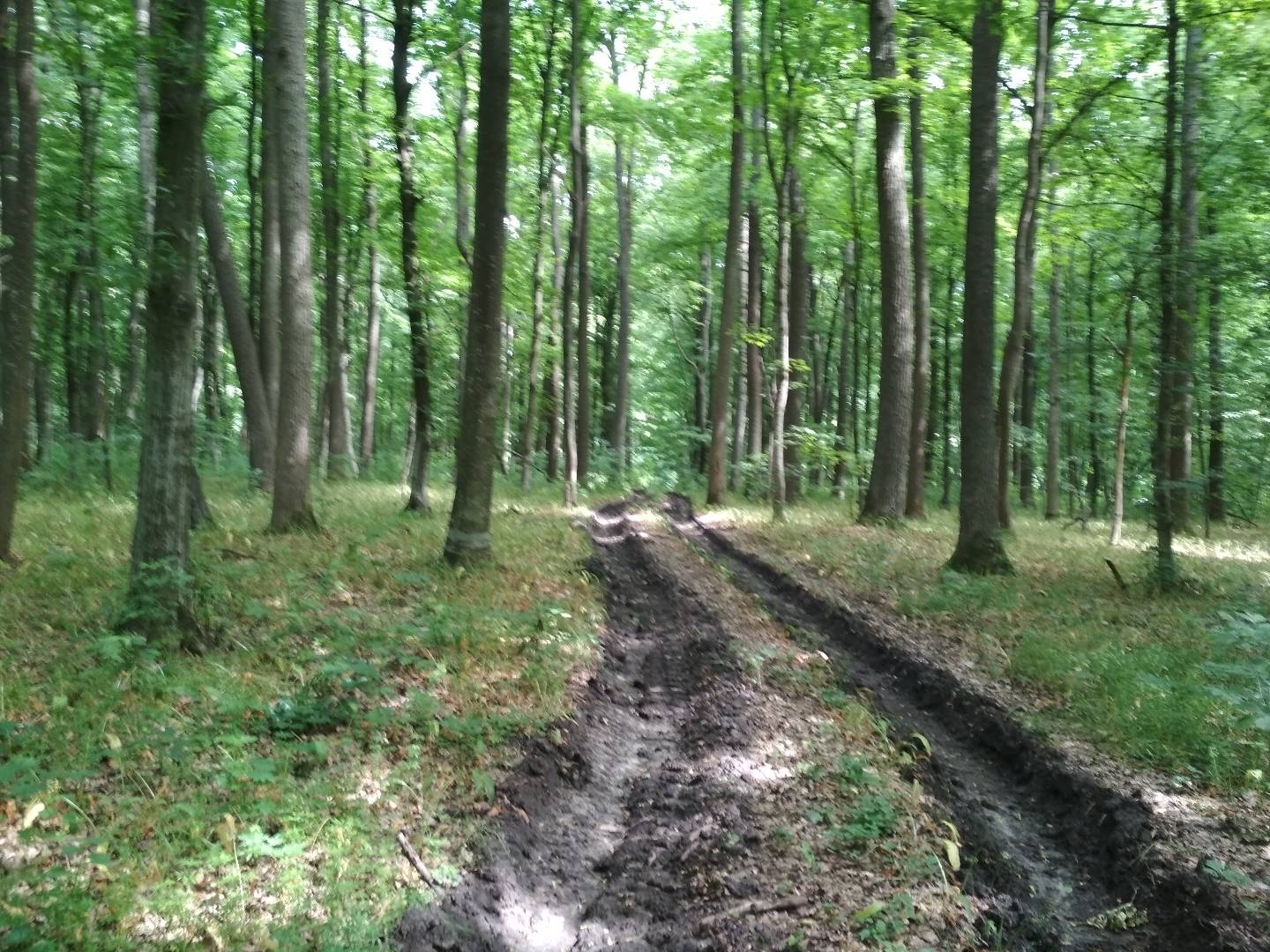
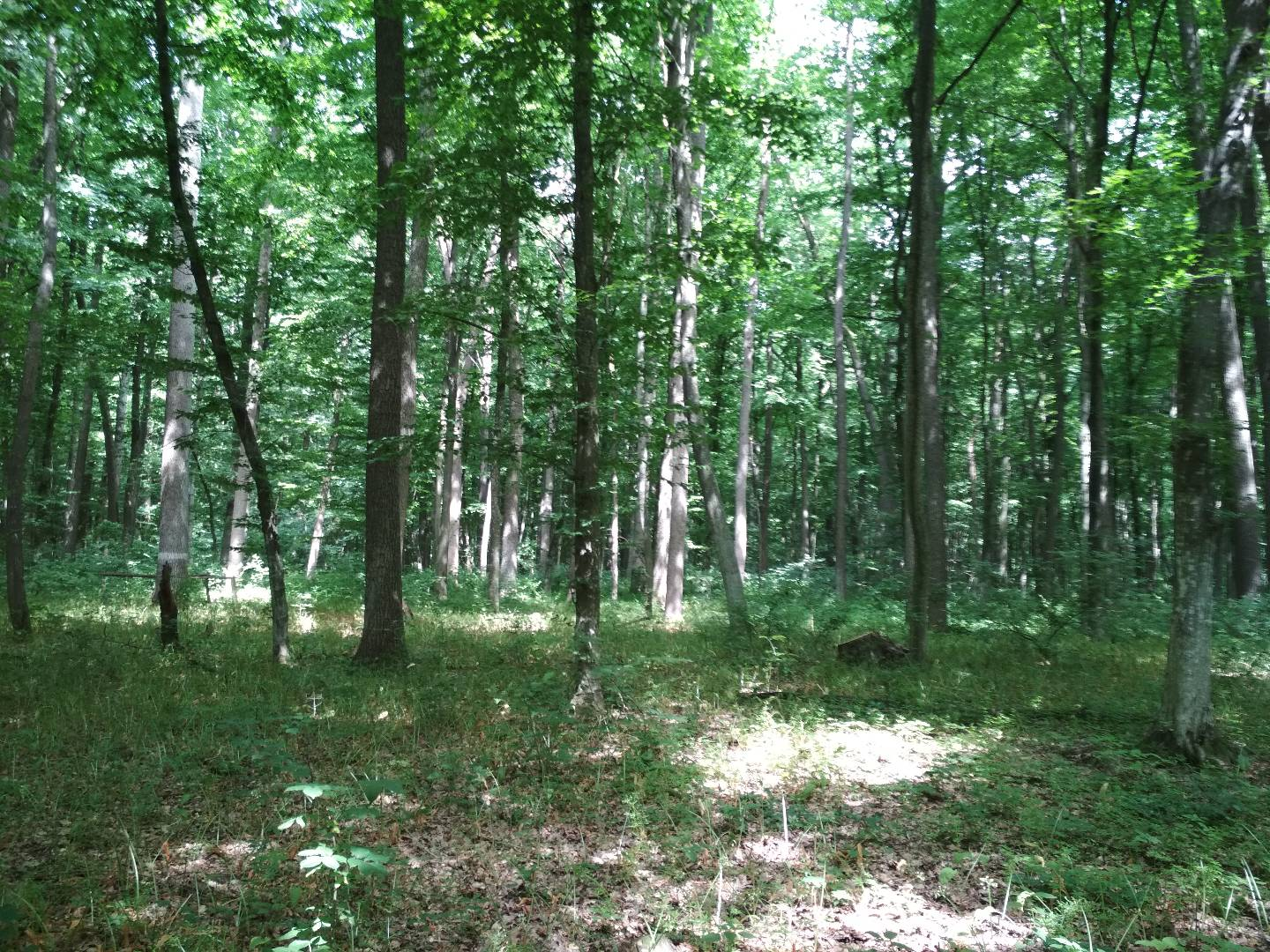